# Tv-kanal
Tv-kanal kan være betegnelsen på dén specifikke frekvenskanal, som en tv-station eller et tv-netværk sender tv på, men det kan også henvise til selve programtjenesten.
Distributionen sker via antenne-tv, kabel-tv, satellit-tv og/eller Internet. Tv-udbyderne tilbyder et vekslende antal kanaler, som seerne kan se enten gratis eller mod betaling.
Tv-kanalerne udsender i løbet af sendetiden (der kan variere fra få timer til døgnet rundt) forskellige programmer/udsendelser – f.eks. nyheder, dokumentarer, sportskampe, tegnefilm og musikvideoer. 

## Kanaltyper
Hvad tv-kanalerne sender varierer efter målgruppe og eventuelle formålsparagraffer. Nogle kanaler viser programmer i mange forskellige genrer, mens andre nøjes med to-tre genrer og atter andre satser meget snævert.
Af genrer kan nævnes:
- Public service
- Underholdning
- Musik
- Sport
- Dokumentar
- Natur
- Film
- Serier
- Børn og unge
- Nyheder
- Reklamer
- Lokal-tv